# Calle de Fray Zacarías Martínez
La calle de Fray Zacarías Martínez es una vía pública de la ciudad española de Vitoria.

## Descripción

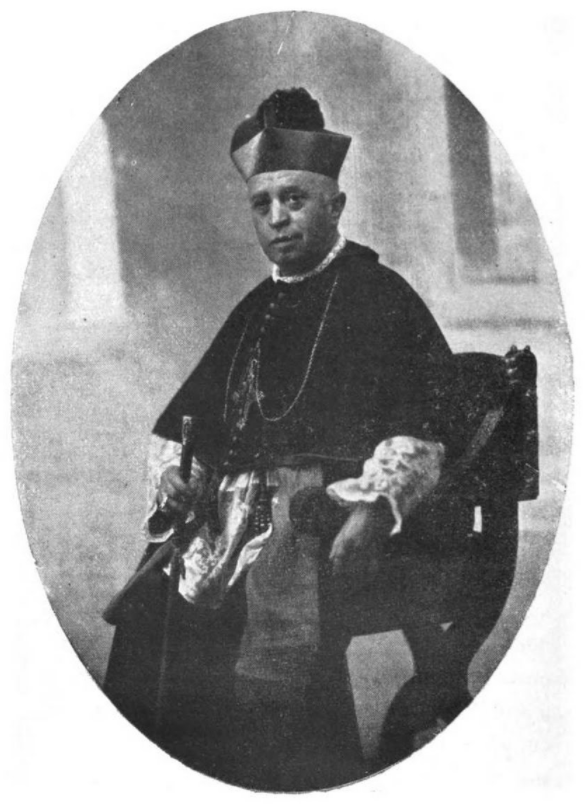
Zacarías Martínez Núñez (1864-1933), obispo que da nombre a la calle

La calle nace, con la de Santa María, de la de las Escuelas y discurre hasta desembocar en la plaza de la Burullería a la par que a esta se le une la calle de la Correría. Tiene cruces con el cantón de la Soledad, la calle del Palacio, la de la Sociedad Vascongada, el cantón de las Carnicerías, la plaza de Santa María y la confluencia del cantón del mismo nombre con el del Seminario Viejo. Como en el número 5 estaba el Seminario Eclesiástico de Aguirre, se le dio el título de «calle del Seminario» en 1855, y lo mantendría hasta abril de 1928. En esa fecha, obtuvo el actual nombre, que recuerda a Zacarías Martínez Núñez, obispo de la diócesis de Vitoria entre 1923 y 1928. Aparece descrita en la Guía de Vitoria (1901) de José Colá y Goiti con las siguientes palabras:

Calle del Seminario.—Se le dió este título, que es el primitivo, en el año 1855, y era antes parte de «El Campillo.» Comienza en Villasuso y concluye en el cantón de las Carnicerías. El número 3 es la Escuela Normal de Maestros, edificada en 1864. Frente al cantón de la Soledad, y señalado con el número 2, está el antiguo palacio de Monte-hermoso, del siglo XVI, restaurado en 1888, con destino á Palacio Episcopal. El número 5 lleva el Seminario eclesiástico de Aguirre, inaugurado en 1854. La Sociedad Vascongada de Amigos del País fundó este edificio en el siglo XVIII, con destino á Colegio de Humanidades. La fachada principal está al norte y es grandiosa, de estilo Berruguete, de hermosos y valientes detalles. El patio es también bastante bueno y tiene varios bellos medallones bien esculpidos.
(Colá y Goiti, 1901, p. 62)

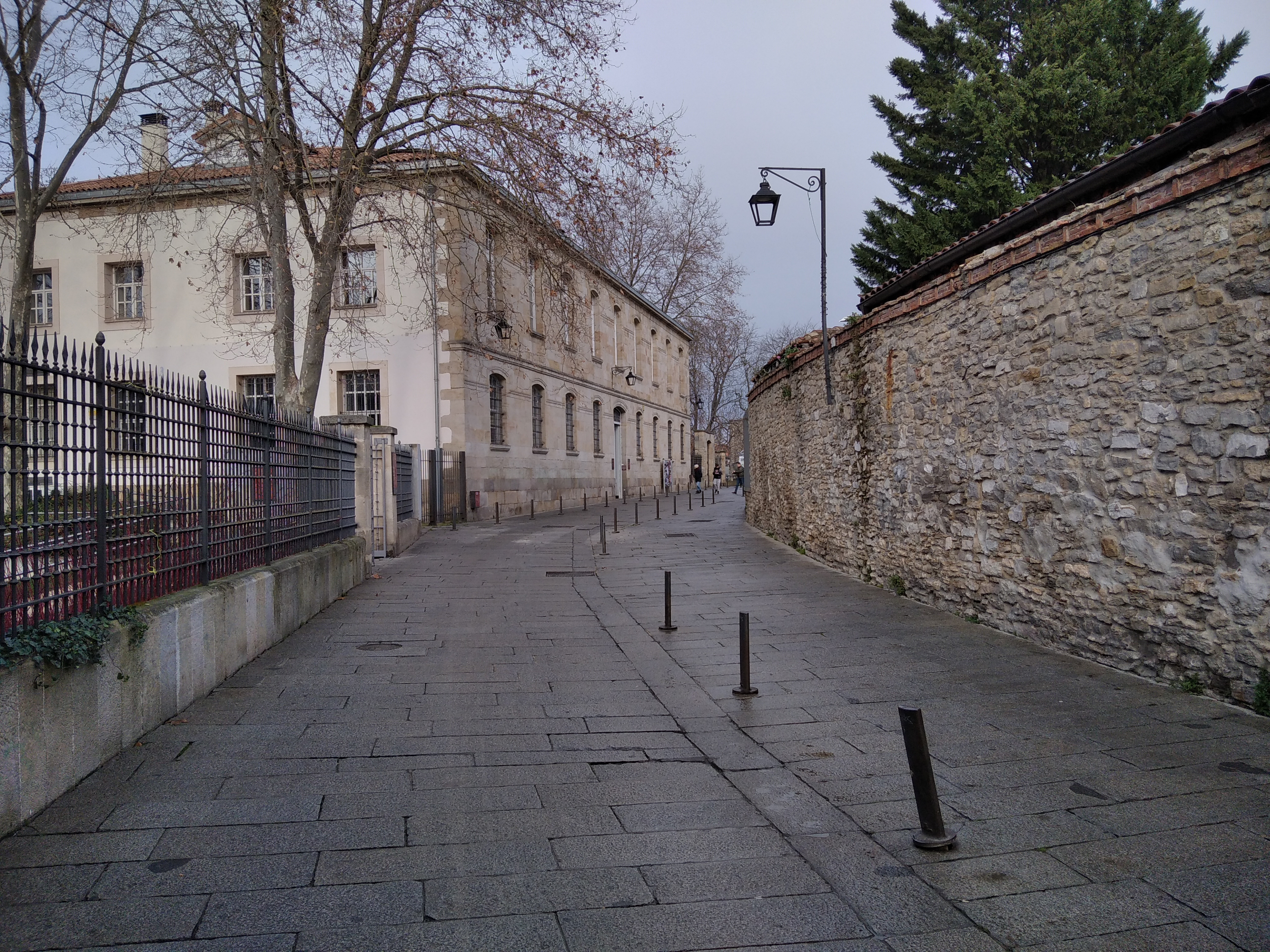
Otro tramo de la calle

En la calle, además del seminario, han tenido sede la Escuela Normal de Maestros, la Residencia de Aprendices de las Escuelas Profesionales Diocesanas, la Real Sociedad Bascongada de los Amigos del País, una cárcel para hombres, un hospital para hacer frente al cólera, un colegio sostenido por las carmelitas, la Escuela de Dibujo en sus primeros años, el Seminario Conciliar, la Caja de Ahorros Municipal, la Academia Municipal de Danzas y una sociedad de nombre Gure Etxea. En el número 2, se encuentra el palacio de Montehermoso, y en el 5, el palacio Escoriaza-Esquivel.